# أوقاتسوت
أوقاتسوت، (بالجرينلاندية: Oqaatsut)، هي مستوطنة تابعة لبلدية كاسويتسوب غرب جرينلاند. بلغ عدد سكانها 46 نسمة في عام 2010.
يخدم القرية متجر بيسيفيك (بالجرينلاندية: Pisiffik) لجميع الأغراض.